# Stockbury
Stockbury är en ort och civil parish i grevskapet Kent i sydöstra England. Orten ligger i distriktet Maidstone, cirka 20 kilometer nordost om Maidstone och cirka 13 kilometer sydväst om Sittingbourne. Civil parishen hade 845 invånare vid folkräkningen år 2021.